# Familjen (TV-serie)
Familjen är en norsk-svensk TV-serie i tolv delar från 2002.

## Rollista
- Sverre Anker Ousdal – Herman
- Anki Lidén – Fanny Holde
- Bengt Nilsson – Hans Holde
- Anna Ulrika Ericsson – Hedda
- Martin Wallström – Fred Holde
- Kjell Stormoen – Gerhard Holde
- Ulla Akselson – Ida
- Karin Bertling – Fru Köhler
- Mats Blomgren – André, Fannys älskare
- Ingemar Carlehed – Alf
- Christian Fiedler – Helmut Berger, tysk kulturreporter
- Åsa Gustafsson – Kristin
- Maria Hedborg – Lisbeth Holde, Valdemars hustru
- Åsa-Lena Hjelm – Evy
- Mai Ilkko – Elin Junehag
- Catherine Jeppsson – Charlotte
- Örjan Landström – Johan
- Kenneth Milldoff – Sören Kant
- Dino Ohranovic – Markus (2002)
- Fransesca Quartey – Marina

## Handling
| Nr | Titel | Regi              | Manus           | Originalvisning |
| --- | ----- | ----------------- | --------------- | --------------- |
| 01 |       | Håkan Lindhé      | Filippa Pierrou | 5 mars 2002     |
| Herman och Fanny lever i ett till synes perfekt äktenskap med tre lyckade barn och ett fantastiskt hus. Herman driver även framgångsrikt den arkitektbyrå hans far en gång grundade. När familjen är samlad för att fira yngste sonens 16-årsdag ringer polisen på dörren. Herman är misstänkt för grovt skattebedrägeri. |       |                   |                 |                 |
| 02 |       | ?                 | ?               | 12 mars 2002    |
| Herman är kvar i häktet, misstänkt för skattebedrägeri och förskingring. Han skyller på sin döde bror Valdemar. Hermans son Hans, som utan att ha sagt något hittat Valdemars avskedsbrev, befinner sig i en svår lojalitetskonflikt.                                                                                     |       |                   |                 |                 |
| 03 |       | ?                 | ?               | 19 mars 2002    |
| Herman släpps ur häktet i brist på bevis, men när hans son Hans bestämmer sig för att lämna Valdemars självmordsbrev till polisen tar historien en ny vändning. Splittringen i familjen blir än större när Hermans fru Fanny och hennes älskare blir avslöjade.                                                           |       |                   |                 |                 |
| 04 |       | ?                 | ?               | 26 mars 2002    |
| Fred har kommit på sin mamma med att ha ett förhållande med hans baskettränare André. När Freds far Herman bjuder hem André för att prata om träningen är stämningen tryckt. Vet Herman om otrohetsaffären? |       |                   |                 |                 |
| 05 |       | Anders Gustavsson | Anna Siegård    | 2 april 2002    |
| Herman lämnar Fanny och flyttar temporärt hem till sonen Hans. Ska Hans våga ta konflikten med sin far och visa honom självmordsbrevet? |       |                   |                 |                 |
| 06 |       | ?                 | ?               | 9 april 2002    |
| Hans ställs inför ett svårt beslut: Ska han samarbeta med polisen eller varna sin far? Samtidigt sätts Fannys och Andrés förhållande på prov. |       |                   |                 |                 |
| 07 |       | ?                 | ?               | 16 april 2002   |
| Stämningen är tryckt när hela familjen samlas vid farfar Gerhards sjuksäng. Familjeföretagets framtid hotas också när Hedda berättar att hon skaffat arbete i Köpenhamn. |       |                   |                 |                 |
| 08 |       | ?                 | ?               | 23 april 2002   |
| Gerhard är allvarligt sjuk och vårdas i hemmet. Herman flyttar tillbaka hem för att kunna vara behjälplig, men stämningen mellan far och son är spänd och en uppgörelse kommer allt närmare. |       |                   |                 |                 |
| 09 |       | ?                 | ?               | 7 maj 2002      |
| Gerhard kryper till korset och ber sitt barnbarn Hedda att hjälpa honom med familjeföretaget. Samtidigt planerar Fanny och André för ett liv tillsammans. |       |                   |                 |                 |
| 10 |       | ?                 | ?               | 14 maj 2002     |
| Hans har blivit kär i sin farfars sjuksköterska Kristin, men på farfaderns begravning får han konkurrens av sin far. Herman blir för berusad och börjar stöta på Kristin inför Hans och alla gäster. |       |                   |                 |                 |
| 11 |       | ?                 | ?               | 21 maj 2002     |
| När Gerhards testamente läses upp blir det sura miner. Utblottad och förnedrad sväljer Herman sin stolthet och försöker hindra Fanny från att resa iväg med André. |       |                   |                 |                 |
| 12 |       | ?                 | ?               | 28 maj 2002     |
| Familjen har splittrats och deras hus har sålts. Det ser ut att bli en ensam jul för Herman som står ensam kvar bland alla flyttkartonger. Det hela tar dock en oväntad vändning. |       |                   |                 |                 |

## Om serien
Familjen skapades av Filippa Pierrou, Linda Ung och Sara Wadell och producerades av Annika Holmberg för Sveriges Television AB Göteborg och Norsk Rikskringkasting. Serien hade olika regissörer (Håkan Lindhé, Björn Runge, Anders Gustafsson, Sara Johnsén, Lisa Ohlin, Pierrou) och olika manusförfattare (Lindhé, Martin Larsson och Anna Siegård). Den fotades av Jan M. Eliasson, Andreas Wessberg och Kurt Berggren och klipptes av 	Pierre Laurent och Nisse Bertilsson. Vinjettmusiken komponerades av Joseph Rhedin och Anders Blad. Den visades mellan den 5 mars och 28 maj 2002 i SVT1.